# Sovetskiy Soyuz
Die Sovetskiy Soyuz (russisch Советский Союз, deutsche Transkription Sowjetski Sojus), auf Deutsch: „Sowjetunion“, ist ein russischer nuklear angetriebener Eisbrecher der Arktika-Klasse, der für das Eisfreihalten in der Nordpolarregion konstruiert wurde.

## Entstehung
Die Kiellegung fand Mitte der 1980er Jahre in Leningrad als Baunummer 703 der Traditionswerft Baltiski sawod statt. Seit 1856 werden in der Werft an der Newa große Seeschiffe gebaut. Die Sovetskiy Soyuz wurde Ende 1989 fertiggestellt und im Dezember 1989 abgeliefert. Ursprünglich sollte sie ausschließlich Schifffahrtswege im Nordpolarmeer zur Versorgung der Städte und Siedlungen in dieser Region freihalten, allerdings wird sie bedingt durch die politischen Veränderungen anders genutzt als geplant. Sie dient nunmehr unter anderem auch als Expeditionsschiff im Nordpolargebiet.

## Antrieb
Das Schiff ist, wie alle Schiffe der Arktika-Klasse, mit zwei OK-900A-Atomreaktoren ausgestattet, die jeweils eine thermische Leistung von 171 MW erbringen. Die Reaktoren treiben zwei Dampfturbinen an, die wiederum sechs Generatoren zur Stromerzeugung antreiben.

## Besonderes
Die Sovetskiy Soyuz und ihre Schwesterschiffe benötigen zwingend kaltes Meerwasser zur Kühlung ihrer Reaktoren, daher könnten sie niemals aus eigener Kraft in die Antarktis laufen, da dazu tropische Gewässer durchquert werden müssten.
Mit frischen Brennstäben ausgerüstet könnten die Atomeisbrecher der Arktika-Klasse theoretisch bis zu fünf Jahre operieren, ohne einen Hafen anlaufen zu müssen. 86 Sensoren, die über das ganze Schiff verteilt sind, überwachen ständig die Radioaktivität an Bord.
Wie die Yamal fährt auch die Sovetskiy Soyuz zahlungskräftige Touristen zum Nordpol.